# سوه ووي ييك
سوه ووي ييك (مواليد 17 فبراير 1998) هو لاعب ريشة ماليزي، شارك في بطولة العالم للناشئين 2016 التي أقيمت في ماليزيا، وساعد ماليزيا في الفوز بالميدالية الفضية. تأهل مع شريكه آرون تشيا إلى نهائيات بطولة عموم إنجلترا المفتوحة وحصلا على الميدالية الذهبية في دورة ألعاب جنوب شرق آسيا 2019. كما فاز الثنائي بالميدالية البرونزية في زوجي الرجال في دورة الألعاب الأولمبية الصيفية 2020.

## خلفية
ولد سوه في كوالالمبور، وهو ابن لاعب تنس الريشة الماليزي السابق سوه غون تشوب، وكان خاله سو بينج كيانغ ، لاعب تنس ريشة أولمبي سابق أستطاع الفوز بكأس توماس 1992.

## الحياة المهنية
بدأ سوه بلعب الريشة عندما كان في الرابعة من عمره،  وعندما صار في الثالثة عشرة، تلقى عرضًا للدراسة في مدرسة بوكيت جليل الرياضية. وفي عام 2015 ، فاز بالميدالية الذهبية في ألعاب جنوب شرق آسيا للمدارس.
في نوفمبر 2015 ، دخل إلى جانب آرون شيا في زوجي بطولة العالم للناشئين 2016 وأستطاعا أن يبلغا الدور الرابع، وفي يوليو 2016، فاز سوه وأوي بالميدالية البرونزية في الزوجي للبنين في بطولة الشباب الآسيوية لعام 2016، حيث هزموا من قبل الثنائي الصيني هان تشينجكاي وتشو هاودونج في مباراتين متتاليتين بنتيجة (15-21 ، 17-21) على التوالي، وقد تعرض سوه لإصابات أثناء البطولة، ولم يبلي حسنا في فردي بطولة العالم للناشئين 2016، ورغم ذلك، فقد صُعِدَ إلى المنتخب الأول بعد أنتهاء البطولة.
وفي بداية عام 2017 وبالتشارك مع تشن تانغ جي، أستطاع سوه الفوز في بضعة بطولات دولية.
وفي أغسطس 2021، أستطاع سوه بالشراكة مع آرون شيا، تحقيق الميدالية البرونزية، في دورة الألعاب الأولمبية 2020، محققا أول ميدالية له في الأولمبياد.

## الإنجازات

### الأولمبياد

#### زوجي الرجال
| العام | المكان                                     | الشريك         | الخصم                                | النتيجة             | الميدالية |
| ----- | ------------------------------------------ | -------------- | ------------------------------------ | ------------------- | --------- |
| 2020  | مركز غابة موساشينو الرياضي، طوكيو، اليابان | آرون شيا (MAS) | محمد أحسن (INA) هندرا سيتياوان (INA) | 17–21، 21–17، 21–14 | برونزية   |

### ألعاب جنوب شرق آسيا
| النسخة | المكان                                  | الشريك         | الخصم                                   | النتيجة             | الميدالية |
| ------ | --------------------------------------- | -------------- | --------------------------------------- | ------------------- | --------- |
| 2019   | مجمع مونتينلوبا الرياضي،مانيلا، الفلبين | آرون شيا (MAS) | بودين كلوز (THA) مانيبونج جونججيت (THA) | 18–21, 21–15, 21–16 | ذهبية     |